# Pontiac Fleetleader
La Pontiac Fleetleader était un modèle de voiture full-size d'entrée de gamme du constructeur automobile Pontiac, dérivée des productions de la marque Chevrolet, une autre composante du groupe General Motors. Uniquement construit au Canada, le modèle Fleetleader n'a jamais été commercialisé aux États-Unis. Le châssis, le moteur et les panneaux de carrosserie ont été repris des modèles Chevrolet, mais des éléments stylistiques distinctifs des Pontiac de année-modèle ont été intégrés. Cela s'est traduit par des ailes avant et arrière plus courtes que sur les Pontiac des modèles fabriqués aux États-Unis, ainsi que des roues et des enjoliveurs spécifiques au Canada.
Apparu en 1941 et remplacé en 1953 par les modèles Pathfinder et Laurentian, il correspondait aux Chevrolet Deluxe, Fleetmaster, Fleetline et Styleline.

## Histoire
Les conditions spécifiques du marché automobile canadien font que les concessions automobiles de marques telles que Pontiac (groupe GM), Mercury (groupe Ford) et Dodge (groupe Chrysler) se retrouvaient dans une zone géographique où la clientèle n'a pas toujours accès à un vendeur d'automobiles d'entrée de gamme qui fasse partie du même  groupe automobile. Afin d'éviter que cette situation ne détourne la clientèle vers concurrence la concurrence, plusieurs marques et modèles spécifiques au Canada verront le jour et la solution pour Pontiac sera d'élargir sa gamme vers le bas, en utilisant un moteur Chevrolet à partir de 1937 et une carrosserie Chevrolet à partir de 1938.  Surnommés « Cheviac » ces modèles seront nommées Pontiac 224 (du nom de la cylindrée), Pontiac Arrow puis Pontiac Fleetleader, un nom qui perdurera jusqu'en 1952. Les modèles Pontiac canadiens d'entrée de gamme utilisaient l'empattement plus court des Chevrolet. L'introduction aux États-Unis de la gamme Fleetline, qui incorporait principalement des berlines fastback, ne générera cependant pas de modèles spécifiques chez Pontiac au Canada, elles étaient simplement reprises comme des Fleetleader, une appellation qui renvoie elle-même aux modèles Fleetmaster et Fleetline de la marque Chevrolet. Elles utilisaient des carrosseries et des feux arrière Chevrolet, mais avec des éléments caractéristiques de Pontiac aux deux extrémités dont le large jonc chromé baptisé « Silver Streak ». Ces variantes de Chevrolet américaines ne sont reconnues que par comparaison avec leurs équivalents Chevrolet ou Pontiac américains, car les détails de carrosserie diffèrent souvent légèrement entre les versions américaines des deux marques.
Deux gammes existent selon le niveau de finition, Fleetleader et Fleetleader Special, puis Special et Deluxe.
Durant toute l'existence du modèle Fleetleader, le seul moteur disponible pour ces Pontiac d'entrée de gamme est un six cylindres en ligne de conception Chevrolet tandis que les modèles hauts de gamme vendus aux Canada mais cette fois-ci identiques aux Plymouth étasuniennes proposaient un huit cylindres en ligne en plus du six-cylindres développé par Pontiac,.
En 1959 la gamme sera remaniée : les modèles Pathfinder et Pathfinder De Luxe remplacent les Fleetleader Special et Fleetleader De Luxe mais ce dernier segment est aussi occupé par la Pontiac Laurentian, encore plus luxueuse tout en conservant un châssis, une structure et une motorisation issue des modèles Chevrolet. Ce passage d'une gamme de deux modèles à trois suit assez fidèlement le remplacement des gammes Special et De Luxe par les modèles 150, 210 et Bel Air chez Chevrolet.
Bien que les modèles spécifiques au Canada de marques américaines aient été progressivement abandonnés après que le traité « Auto Pact » de 1965 entre le Canada et les États-Unis les ait rendus inutiles, les Pontiac fabriquées et vendues au Canada ont conservé leurs noms de modèles uniques pendant de nombreuses années.